# 엠마 드로구노바
엠마 드로구노바(Emma Drogunova, 1995년 10월 29일 ~ )는 독일의 배우이다.